# Seznam mytických panovníků Čech a Moravy

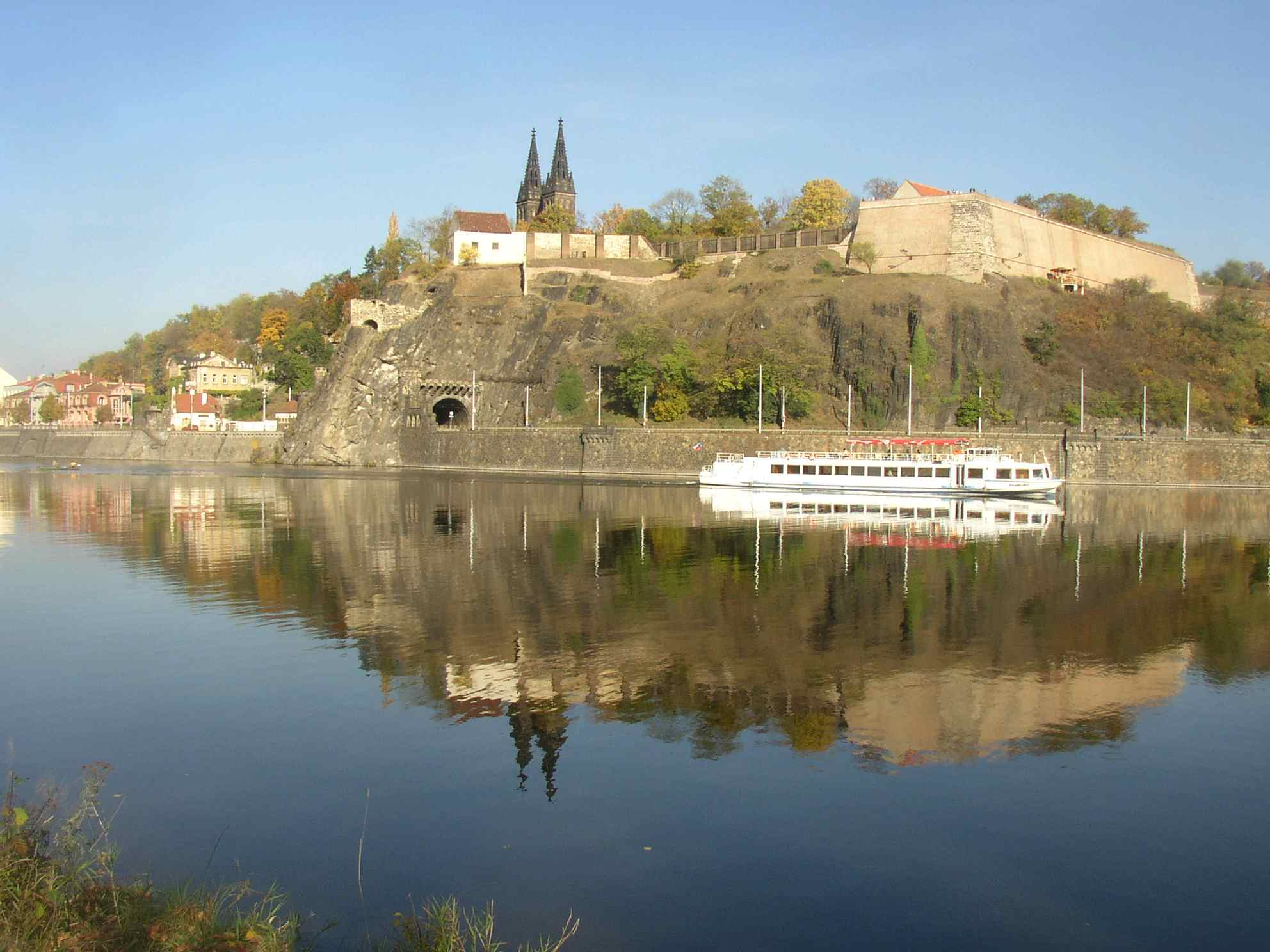
Vyšehrad nad Vltavou

Seznam mytických panovníků českého státu a Moravy obsahuje jména vládců, o kterých vyprávějí staré české a moravské pověsti, ale jejichž existence není doložena historickými prameny. Většina je kladena do období před formováním historického českého státu a Velké Moravy, tedy před konec 9. století. Některé pověsti zmiňují nedoložené panovníky i v pozdějších obdobích, např. Bruncvík a Ječmínek.
Přehled respektuje i existenci tzv. českých kmenů, které dnes považujeme spíše za jednotlivá knížectví později sjednocená pod pražskými Přemyslovci. Včetně zlických a luckých knížat uvádí různé kroniky dohromady 26 historicky nedoložených českých knížat, z Moravy je známo 15 takových panovníků.

## Mytičtí panovníci Čech

### České knížectví

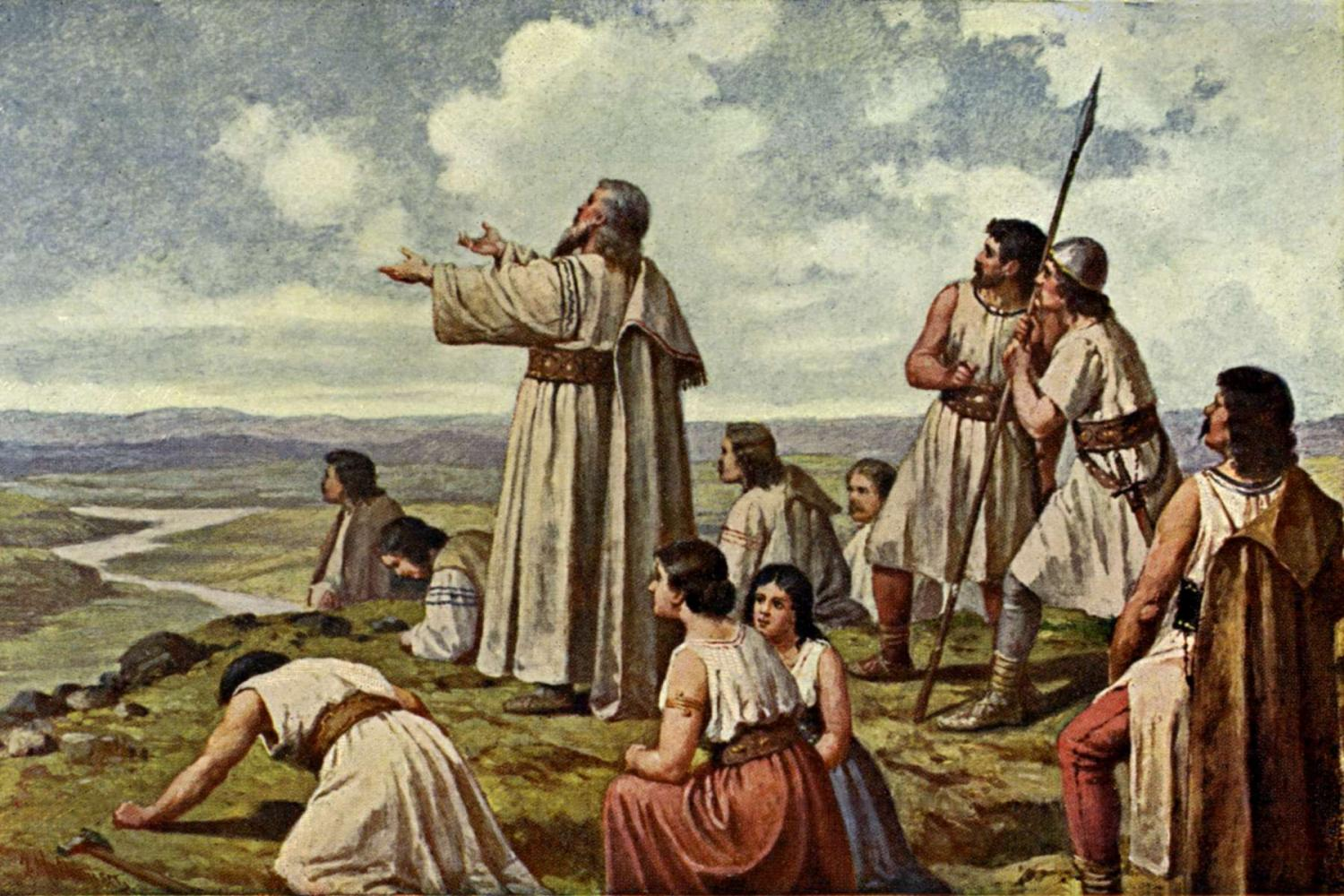
Praotec Čech a jeho družina.

Základní vyprávění o nejstarších panovnících je známo z Kosmovy kroniky. Tito legendární panovníci měli podle pověstí žít mezi 7. až 9. století.
- Čech – praotec, který přivedl Čechy do země, kterou jim zasvětil na hoře Říp a podle kterého se Češi a Čechy nazývají; podle některých verzí bratr Lecha, praotce Poláků a Rusa, praotce Rusů; podle Hájkovy kroniky vládl 644–661.[3]
- Krok – soudce, praotcův nástupce, měl tři dcery a žádného mužského potomka; podle Hájkovy kroniky vládl 670–709.[3]
- Libuše – věštkyně, ujala se vlády po smrti svého otce Kroka; Češi nebyli s vládou ženy spokojeni a požadovali mužského vládce, jejími sestrami byly Kazi a Teta; podle Hájkovy kroniky vládla 710–722.[3]

Kosmova kronika se podrobně věnuje Přemyslu Oráči a jeho ženě Libuši. Ostatní bájní Přemyslovci jsou pouze vyjmenováni v uvedeném pořadí a Kosmas výslovně uvádí, že o nich není nic bližšího známo, i když následně vkládá pověst o lucké válce za Neklana.
- Přemysl Oráč – manžel Libuše, která jej povolala od pluhu na přání lidu, mytický zakladatel rodu Přemyslovců, sídlil na Vyšehradě, až posléze na základě Libušiny věštby byla založena Praha; podle Hájkovy kroniky vládl 722–745.[3]
- Nezamysl – syn Přemysla a Libuše, odchován ve zlaté kolébce; podle Hájkovy kroniky vládl 745–783.[3]
- Mnata – podle Hájka mezi jeho smrtí a nastolením Vojena vládl vladař Rohovic; podle Hájkovy kroniky vládl 783–804.[3]
- Vojen – podle Hájkovy kroniky nechal roku 823 obehnat Staré Město hradbami; podle Hájkovy kroniky vládl 804–831.[3]
- Vnislav – podle Dalimilovy kroniky Unislav.[7]
- Křesomysl – podle pověsti dal uvěznit Horymíra; podle Hájkovy kroniky vládl 832–851.[3]
- Neklan – vedl tzv. luckou válku proti Vlastislavovi v čele Lučanů; podle Hájkovy kroniky vládl 852–873.[3]
- Hostivít – údajný otec prvního historicky doloženého Přemyslovce Bořivoje (Bořivoj žil mezi 852/853 – 888/890[8]); podle Hájkovy kroniky vládl 873–890.[3]

Další nedoležená knížata Českého knížectví přichází až v období vrcholného středověku. Pověst o českém knížeti Bruncvíkovi je časově zařazena asi do 12. století, přičemž nijak nezapadá do linie doložených vládců. Některé prameny uvádějí také jeho otce a syna jako knížata.
- Stanimír – v Dalimilově kronice, vlastně příběh o Strojmírovi převedený do doby knížete Bedřicha.[7]
- Žibřid či Štylfrýd – bájný otec Bruncvíka, měl za své skutky získat do znaku červený kotel.[9]
- Bruncvík či Brunclík – měl svými hrdinskými skutky získat lva do znaku Čech.[10]
- Ladislav – údajný Bruncvíkův nástupce na českém trůně.[11]

### Bájná jména nebo koruptela?
Český historik Vladimír Karbusický předložil jiné vysvětlení seznamu bájných českých knížat. Podle něj se nejedná o seznam skutečných osob, ale o koruptelu (zkomolení textu přepisováním v důsledku nepochopení nebo neznalosti původního znění) staročeského textu.

Ze zápisu v kronikách:

Crocco kazi thetka lubossa premizl

nezamysl mnata voyn unizla(v)

crezomysl neclan(am?) gostivit
můžeme z nesporných, nezvratných hlásek, vyskytujících se v různých variantách opisů, vytvořit textový fragment:

Krok’ kazi (Tetha, Thetka atd.), lubo… pŕemyśl…

nezamyśl…m… na ta voj’n… ni zla,

kr’z… my s… neklan…(am)…, gosti vít… 
což ve volném překladu znamená:

„Zastav svůj krok, cizinče (Němče, Theute), a raději přemýšlej;

nezamýšlíme (na tebe) ani vojny ani zla,

kříži my se neklaníme, hosty vítáme…“.
nebo ve volné interpretaci blízké původnímu textu:

Krok kazi, Teuthe, lubo si přemyšlaj;

nezamyšlame na tě vojny ni zla,

křesu my se neklaname, hosti vítáme.
Podle Karbusického, jak vyplývá z jeho rozboru, nejde o sled osobních jmen, ale o porušený text s konkrétním významem. Nejspíše je to varování Němcům (Theutonům, příp. přímo Thakulfovi) před válkou a zároveň nabídka míru, v souvislosti s významnou událostí z roku 849, tzv. bitvou u záseků (porážka východofranckých vojsk Čechy, popsaná ve Fuldských letopisech, kde je zmíněna i mírová nabídka Čechů před vojnou). Rekonstruovaný text je pak pravděpodobně úryvkem nějakého neznámého epického zpěvu o válce s Němci, tradovaném v dvorském prostředí, a později i zapsaném (minimálně byl zaznamenán tento dějově významný úryvek - nabídka mírového ujednání).

Většina historiků tuto teorii, po jejím zveřejnění v r. 1964, ovšem nepřijala.

### Zlické knížectví
Podle pověsti založil před odchodem do Polska Čechův bratr Lech kouřimské či zličské knížectví. Zlické knížectví, kde později vládli Slavníkovci a údajně je založil již Čechův bratr Lech, měl získat Neklanův druhý syn Děpolt, bájný zakladatel Děpolticů, vedlejší přemyslovské větve.
- Lech – Čechův bratr, zakladatel Kouřimi; podle Hájkovy kroniky vládl 653–674.[3]
- Bořislav – dle Hájka kníže ustanovený zde jako vládce po Lechově odchodu, vládl od 674.[3]
- Rozhoň – dle Hájka syn Mstibojův, vládl 744–756.[3]
- Slavimil – dle Hájka bratr Rozhoňův, měl syny Býda, Rodmila, Hořeslava a Dobromíra, vládl od 756, zmiňován naposledy k roku 780.[3]
- Dolisa – dle Hájka měl syny Zlice a Krásníka, vládl v roce 853.[3]
- Krásník – dle Hájka syn Dolisův, poprvé zmiňován k roku 859, vládl do 862, poražen Neklanovým hejtmanem Koldojem.[3]
- Leslav – dle Hájka vládl do 876.[3]

- Děpolt – dle Dalimilovy kroniky, zakladatel Zlicka, syn Neklana, v podstatě strýc prvního doloženého Přemyslovce Bořivoje;[7] podle Hájkovy kroniky Mstiboj, vládl 876–890.[3]
- Drzslav – dle Hájka syn Mstibojův, vládl od 890.[3]

### Lucké knížectví
Český kníže Vojen měl podle Dalimilovy kroniky své knížectví rozdělit mezi své syny Unislava a Vlastislava. Unislav obdržel knížectví české, Vlastislav knížectví lucké. Vlastislav se později, v rámci tzv. lucké války (údajně 1. polovina 9. století), snažil neúspěšně dobýt i české knížectví, kde již vládl Křesomyslův syn Neklan. Neklan tak nakonec pod svou vládou sjednotil obě části pradědova knížectví. Vlastislavovi potomci (Zbislav, Vladislav a Leva) se jen marně snažili obnovit samostatné Lucko.
- Vratislav – dle Hájka syn Vojena a otec Vlastislava, vládl 832–850.
- Vlastislav – lucký kníže, dle Dalimilovy kroniky syn Vojena; podle Hájkovy kroniky syn Vratislava, vládl 851–869.[7]

### Další mytické postavy
- Tyr, u Dalimila Štyr, u Jiráska jméno Čestmír (podle Rukopisů). Neklanův vojevůdce ve válce s Lučany.
- Durynk, vychovatel Vlastislavova dědice, Neklanem odsouzen k sebevraždě za jeho vraždu.
- Vlasta, vůdkyně žen v dívčí válce; podle Hájkovy kroniky kněžna roku 743.
- Šárka, bojovnice v dívčí válce.
- Ctirad, bojovník, zahuben lstí v dívčí válce.
- Horymír, vladyka, proslavil se záchranou odvážným skokem z hradeb Vyšehradu, na svém koni Šemíkovi (objevil se až u Hájka).
- Bivoj, silák, který holýma rukama zajal divokou svini (objevil se až u Hájka).
- Straba, lucký bojovník.
- Zbyslav, syn knížete Vlastislava.

## Mytičtí vládci Moravy

### Moravské knížectví
Barokní kronikáři Gelasius Dobner a Tomáš Pešina z Čechorodu podávají výčet knížat vládnoucích na Moravě mezi Sámovou smrtí a založením Velké Moravy. Pravděpodobně jde o seznam vymyšlený podle staršího výčtu mytických českých knížat.
- Moravod či Moravan, Marut – 680–700, syn knížete Sáma, praotec Moravanů, který přišel z Panonie.
- Vladuc – 700–720
- Suanthos či Suatben – od 720, založil moravské sídlo Veligrad.
- Samomir – podle Pešiny otec Samoslava.[17]
- Samoslav – 760–796, zavedl na Moravě křesťanství.
- Vratislav – podle Johanna Aventina založil roku 805 Bratislavský hrad.[18][19][20]
- Hormidor – 796/805–811, definitivně porazil Avary.
- Mojmír I. či Mojmar I. – 811/812–820, údajný otec Mojmíra I. resp. II.[21]

S příchodem uherských Ludaniců na chropyňské panství se na Moravě rozšířila pověst o moravském králi Ječmínkovi, který přijde v nejhorším zemi na pomoc. Ječmínek má pocházet z rodu hrdinného Chropina a jeho ledabyle vládnoucího syna, který Ječmínka zavrhl. Tato trojice se měla na trůně vystřídat po smrti Svatopluka, rovněž jako pověst o českém Brunclíkovi nezapadá do doloženého sledu historických panovníků.
- Chropin – údajný Ječmínkův děd, měl bratry Přeruba a Bochora, osvobodil svou sestru Hvězdu z maďarského zajetí, za což byl zvolen moravským markrabětem.[22]
- bájný vladař neznámého jména – Chropinův syn, nevěnoval se správě Moravy.
- Ječmínek – narozen v ječmeni, bájný ochránce Moravanů.

Některé prameny zmiňují jména Mojmír a Svatopluk i po pádu Velké Moravy a smrti Svatoplukových synů. Může se jednat o syny Mojmíra II. a Svatopluka II., kteří udrželi lokálně moc i po skonu říše. Dále jsou uvedeni Svatoboj, podle Hájkovy kroniky nástupce Svatopluka, a potomek Rjurikovců nazývaný Olgus, který měl vládnout na Moravě v tzv. temném období.
- Svatoboj – podle Hájkovy kroniky nástupce Svatopluka, vládl 900–904.[3]
- Mojmír IV.
- Svatopluk III.
- Olgus či Volcus, Holcus.